# Nazife Güran
Nazife Güran (5 septembre 1921 - 20 décembre 1993) est une compositrice turque née à Vienne.  

## Biographie
Güran nait à Vienne en 1921 d'un père diplomate. Elle étudie la musique lorsqu'elle est enfant avec sa mère et termine ses études primaires à Ankara et au lycée d'Istanbul. Elle poursuit ses études musicales à Berlin à l'Académie de musique Hanns Eisler, étudiant le piano avec Rudolph Schmidt et la composition avec Paul Höffer. Elle étudie avec Ernst Praetorius (de) et Cemal Reşit Rey à son retour à Ankara. 
En 1952, elle épouse le Dr Ismail Yilmaz Güran, a un fils l'année suivante, puis poursuit ses études à l'Académie de musique de Cologne. De retour en Turquie en 1969 elle enseigne la musique à la İstanbul Kız Lisesi (en) tout en continuant à composer,.
Elle meurt à Istanbul en 1993.

## Œuvres
Güran a composé plus d'un millier d'œuvres dont : 
- Merdiven
- Şehit Çocuğuna Ninni
- Gece Deniz
- Yarını Bekleyen Köy
- Hayalimdeki Bahçe
- Titreşim
- Nurdan Bir Hale (lumière d'un halo)
- İbadet Sevinci
- Mehlika Sultan
- Dantel
- Göldeki Akisler
- Boğaziçinde Gezi
- Feraceli Hanım Nr.3

Sa musique a été enregistrée, notamment : 
- Nazife Güran - Nurdan Bir Hale (22 septembre 2006) Kalan Ses, ASIN: B002ISM2XA[3]